# L'umiliazione
L'umiliazione (The Humbling) è un romanzo del 2009 dello scrittore statunitense Philip Roth. È il suo 30° libro.

## Trama
Simon Axler è un attore teatrale piuttosto noto che, giunto a 60 anni, sente di aver perso il proprio talento. Dopo le critiche negative ai suoi ultimi spettacoli si ritira in casa fuori New York e soffre di depressione. Sua moglie Victoria, ballerina a riposo, non riesce a essergli di conforto e raggiunge il loro figlio in California. Simon, come gli suggerisce il medico, si ricovera per 26 giorni in un ospedale psichiatrico, dove conosce una paziente di nome Sybil Van Buren. Sybil è anche lei depressa e in ospedale poiché si sente colpevole di non essere riuscita a denunciare gli abusi sessuali del proprio marito sulla figlia e chiede a Simon se è disponibile a ucciderlo, ma lui le risponde che non saprebbe farlo.
Dopo qualche mese il suo agente, Jerry Oppenheim, gli propone uno spettacolo, ma Simon non se la sente e teme le critiche. Nell'occasione gli consegna qualche lettera di fan, tra le quali ve n'è una di Sybil che, scusandosi per non averlo riconosciuto al tempo del ricovero, lo ringrazia per averla ascoltata con pazienza.
Pegeen Mike Stapleford, figlia di due attori con i quali lui ha recitato 40 anni prima (al tempo della nascita di lei), va a trovare Simon nel suo ritiro. Gli dice di essersi trasferita da poco nel Vermont per insegnare all'università e che la sua compagna, dopo la rottura di 6 anni di relazione omosessuale con lei, ha deciso di cambiare sesso e diventare un uomo. Pegeen nel frattempo si è impelagata in un flirt con Louise Renner, rettrice dell'università, ma ora resta affascinata da Simon con il quale, dopo 17 anni di vita sessuale lesbica, inizia ad amoreggiare. Louise ne è gelosa e dopo averla osteggiata in vario modo, telefona ai genitori di lei nel Michigan raccontando della relazione tra il loro vecchio amico e la figlia. Il padre di Pegeen, Asa, disapprova la relazione, soprattutto per la differenza di età, ma lei sospetta che sia solo invidioso della carriera di Simon (Asa ha aperto una scuola di teatro a Lansing).
Un giorno Simon legge sul giornale che Sybil ha sparato e ucciso il marito e chiama la sorella di questa offrendo il proprio aiuto economico per le spese legali. Una sera, Pegeen porta a casa di Simon una ragazza di 19 anni, Lara, che vorrebbe fare l'attrice ed entrambi si mettono a fantasticare su di lei in chiave sessuale. Poco dopo, i due incontrano in un bar un'altra donna, Tracy, e i tre finiscono a letto insieme. Tracy ammette che si è fatta coinvolgere perché l'ha riconosciuto e Simon, che si sente ringiovanito, pensa di riprendere il proprio lavoro di attore. Arriva persino a pensare di fare con Pegeen un bambino, e per questo visita in segreto una clinica della fertilità. Due settimane dopo, però, Pegeen gli dice di aver fatto un errore e rompe la relazione. Simon la accusa di farlo per mettersi con Tracy e se la prende anche con Asa che, secondo lui, l'ha convinta ad allontanarsi. Quindi, come avrebbe voluto fin dall'inizio del romanzo, si suicida.

## Critiche al libro
Al momento dell'uscita del libro, diverse riviste anglofone, non solo letterarie, hanno pesantemente criticato il romanzo, accusando Philip Roth di avere accozzato fantasie sessuali senili in una trama troppo povera. Altre critiche lo hanno accusato, pur riconoscendogli comunque una certa capacità letteraria, di essere scivolato nell'assurdo e nel morboso, o, dopo 50 anni dal primo libro, di aver voluto liberarsi dei propri lettori, disturbandoli.

## Adattamento cinematografico
Dal romanzo è stato tratto un film diretto da Barry Levinson, con protagonisti Al Pacino (che ne è stato anche co-produttore), Greta Gerwig, Dianne Wiest, Nina Arlanda (Sybil), Kyra Sedgwick (Louise) e Li Jun Li (Tracy). Il film è stato presentato fuori concorso al festival di Venezia, nel 2014.

## Edizione italiana
- Philip Roth, L'umiliazione, trad. di Vincenzo Mantovani, Einaudi, Torino 2010